# (55810) Fabiofazio
(55810) Fabiofazio est un astéroïde de la ceinture principale.

## Description
(55810) Fabiofazio est un astéroïde de la ceinture principale. Il fut découvert le 4 octobre 1994 à Sormano par Piero Sicoli et Pierangelo Ghezzi. Il présente une orbite caractérisée par un demi-grand axe de 2,32 UA, une excentricité de 0,22 et une inclinaison de 23,1° par rapport à l'écliptique.

## Compléments